# ボルテックス札幌アイスホッケークラブ
ボルテックス札幌アイスホッケークラブ（ボルテックスさっぽろアイスホッケークラブ、英: Voltex Spporo Ice Hockey Club）は、日本の女子アイスホッケーチーム。北海道札幌市を本拠地とする。
氷上競技を専門とする総合型ウインタースポーツクラブである「VORTEX」のアイスホッケー部門として活動している。クラブには他にスピードスケートやカーリングの各部門も存在する。
チーム名のVortexは「旋風」を意味し、「札幌からアイスホッケー界に旋風を巻き起こす」という思いが込められている。
2019年5月、当チームの姉妹チームとして、日本初の女子パラアイスホッケーチーム「ボルテックス札幌パラアイスホッケークラブ」が発足した。

## 歴史
- 2012年 - VORTEXのアイスホッケー部門として誕生[3]。

## 獲得タイトル
- 全日本女子アイスホッケー選手権大会Bグループ（2015,2019）

## メンバー

### スタッフ
- 監督：

### 選手
- 藤本那菜